# Венси-Рёй-э-Маньи
Венси-Рёй-э-Маньи́ (фр. Vincy-Reuil-et-Magny) — коммуна во Франции, находится в регионе Пикардия. Департамент коммуны — Эна. Входит в состав кантона Вервен. Округ коммуны — Вервен.
Код INSEE коммуны — 02819.

## Население
Население коммуны на 2010 год составляло 123 человека.
| 1962 | 1968 | 1975 | 1982 | 1990 | 1999 | 2010 |
| ---- | ---- | ---- | ---- | ---- | ---- | ---- |
| 204  | 170  | 190  | 149  | 140  | 141  | 123  |

## Экономика
В 2010 году среди 77 человек трудоспособного возраста (15—64 лет) 40 были экономически активными, 37 — неактивными (показатель активности — 51,9 %, в 1999 году было 59,6 %). Из 40 активных жителей работали 33 человека (20 мужчин и 13 женщин), безработных было 7 (3 мужчин и 4 женщины). Среди 37 неактивных 6 человек были учениками или студентами, 12 — пенсионерами, 19 были неактивными по другим причинам.